# Un par un
Pour plus de détails, voir Fiche technique et Distribution.
Un par un (One by One) est un court-métrage d'animation de Walt Disney Pictures réalisé par Pixote Hunt, sorti directement en vidéo en 2004. Il devait être la première séquence du film musical Fantasia 2006, mais le projet fut abandonné en 2003. Il est proposé sur l'édition DVD collector du Roi Lion 2 de Disney (2e édition). One by One est aussi le titre de la chanson écrite par Lebo M..

## Synopsis
Après avoir observé le vol délicat d'une plume, les enfants d'un village africain décident de fabriquer des cerfs-volants.

## Fiche technique
- Pays de production : États-Unis
- Année : 2004
- Réalisation : Pixote Hunt
- Coréalisateur : Dave Bossert
- Production : Walt Disney Pictures
- Producteur exécutif : Roy E. Disney
- Producteur associé : David Steinberg
- Producteurs délégués : Don Hahn, Baker Bloodworth
- Studios : Walt Disney Feature Animation
- Direction artistique : Mike Humphries
- Layout : Dan St. Pierre (en)
- Décor : Dean Gordon
- Clean-up : June Fugimoto
- Animation numérique : Marcus Hobbs (superviseur)
- Montage : Jessica Ambinder-Rojas assistée de Gregory Plotts
- Scénario : Kelvin Yasuda
- Musique : One by One de Lebo M.
- Distribution : Buena Vista Pictures Distribution
- Format : Couleurs - 1,66:1 - Dolby Stéréo
- Durée : 5 minutes
- Dates de sortie :
  - États-Unis : août 2004
  - France : 2 juillet 2004

## Musique
Le thème musical est une version remaniée d'une chanson écrite en 1994 par Lebo M., intitulée One by One. Cette chanson aux tonalités africaines et chantée en Swahili avait été initialement prévue pour la bande originale du film Le Roi lion. Elle est disponible sur l'album Hakuna Matata... Rythm of the Pride Lands, un ensemble de chansons et musiques africaines inspirées de la bande originale du film. La version proposée sur cet album, sortie en 1995, diffère cependant de celle du court-métrage. Elle est au programme de la comédie musicale Le Roi lion depuis 1997.